# Otomat
De Otomat is een zeedoelraket voor gebruik aan boord van oorlogsschepen.

## Achtergrond
De ontwikkeling van de Otomat begon in 1969 en was het resultaat van private samenwerking tussen het Italiaanse Oto Melara (nu MBDA) en het Franse Matra (eveneens MBDA).
De testen begonnen in 1971, waarna de eerste projectielen geleverd werden aan de Italiaanse marine in 1976.
Het vuurleidingssyeteem is de Teseo. De Otomat varianten worden daarom ook wel aangeduid als Teseo Mk 2 en Teseo Mk 3.

## Varianten

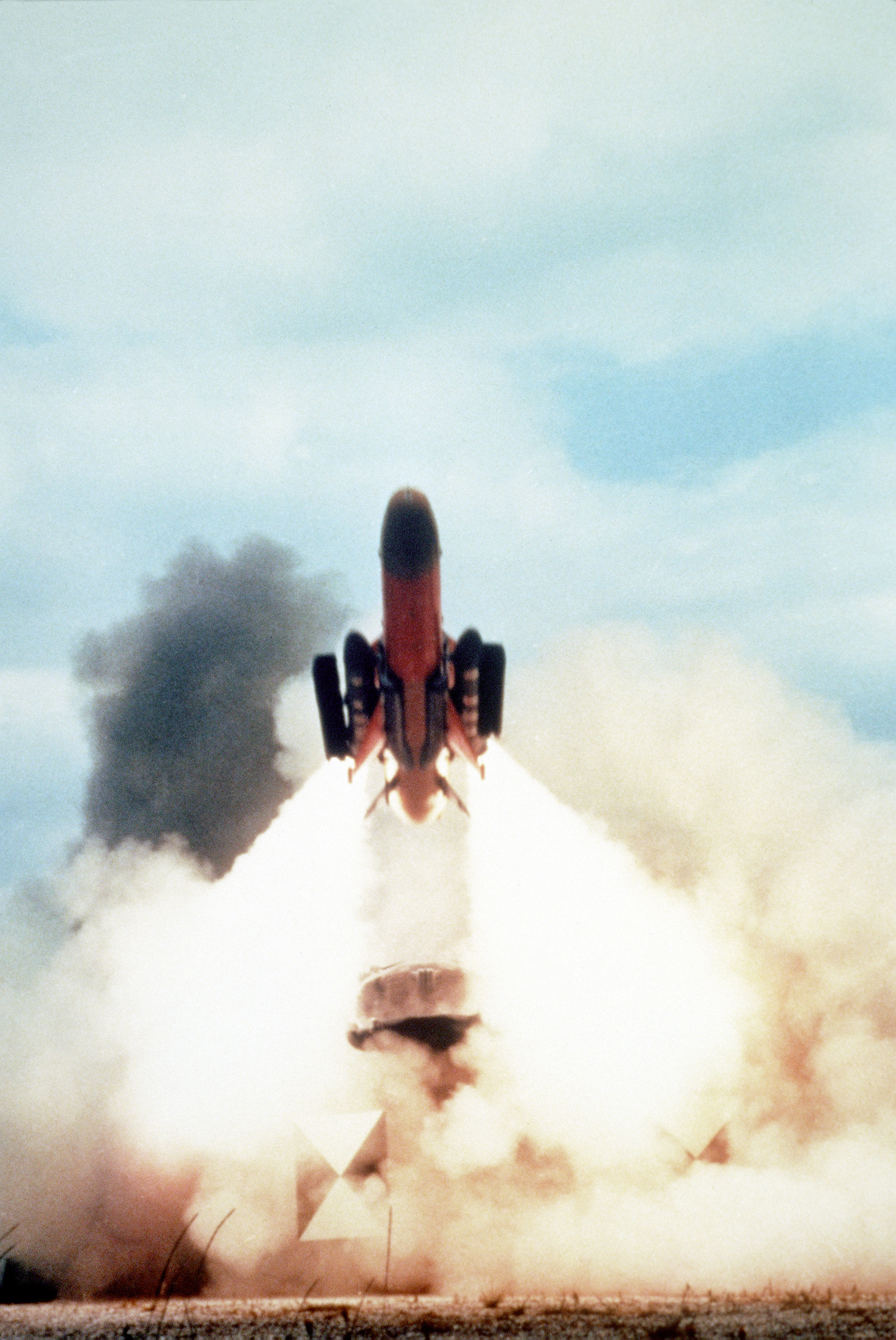
Een testlancering op land in augustus 1983.

De ontwikkeling van een volgende serie, Otomat Mk 2, met groter bereik, startte in de jaren tachtig. In 1984 ging deze in productie. Op basis daarvan werd een lichtgewicht variant, de Otomat Compact, met een nieuwe lanceercontainer ontworpen. Er zijn ook versies voor kustverdediging gebouwd en de Otomat zal ook de basis zijn voor het Frans-Italiaanse anti-onderzeebootprojectiel, de MILAS.
In 1994 startte de ontwikkeling van de Otomat Mk 3, met een verbeterd geleidingssysteem en een bereik tot 300 km. Gebaseerd op de Mk 3 zou een Ulisee projectiel worden, met verbeterde stealth eigenschappen. Dit was een mogelijke Italiaans-Amerikaanse samenwerking. Dit project is beëindigd. Ook een samenwerking tussen Italië en Zweden werd in die periode voortijdig beëindigd.
In plaats van de Mk. 3 wordt thans een Next Generation Anti-Surface Missile (NGASM) overwogen. Deze zou een bereik van 200 tot 250 km krijgen.

In de tussentijd is een block 3 upgrade voor de Otomat Mk 2 ontwikkeld. Een block 4 upgrade is gepland. Behalve verbeterde geleiding zou deze ook geschikt moeten zijn voor aanvallen van landdoelen.

## Gebruikers
De Otomat is in gebruik aan boord van de meeste grotere Italiaanse oorlogsschepen en aan boord van de  Saoedische fregatten van de Madina klasse. Verder zijn raketten geleverd aan Bangladesh, Egypte, Irak, Kenia, Libië, Maleisië, Marokko, Nigeria, Peru en Venezuela.

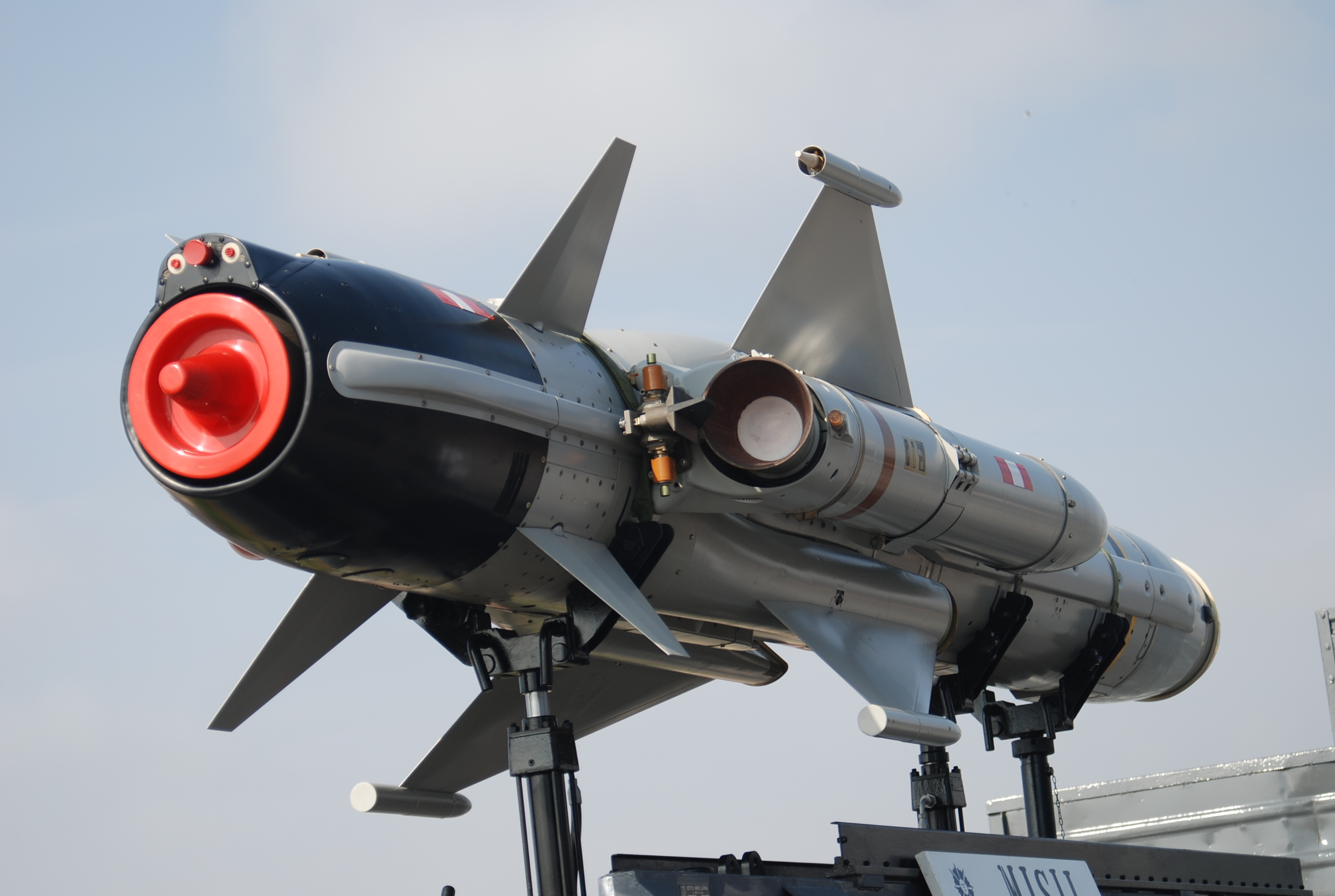
Zicht op de motor en de rechterbooster van een Peruviaanse OTOMAT.
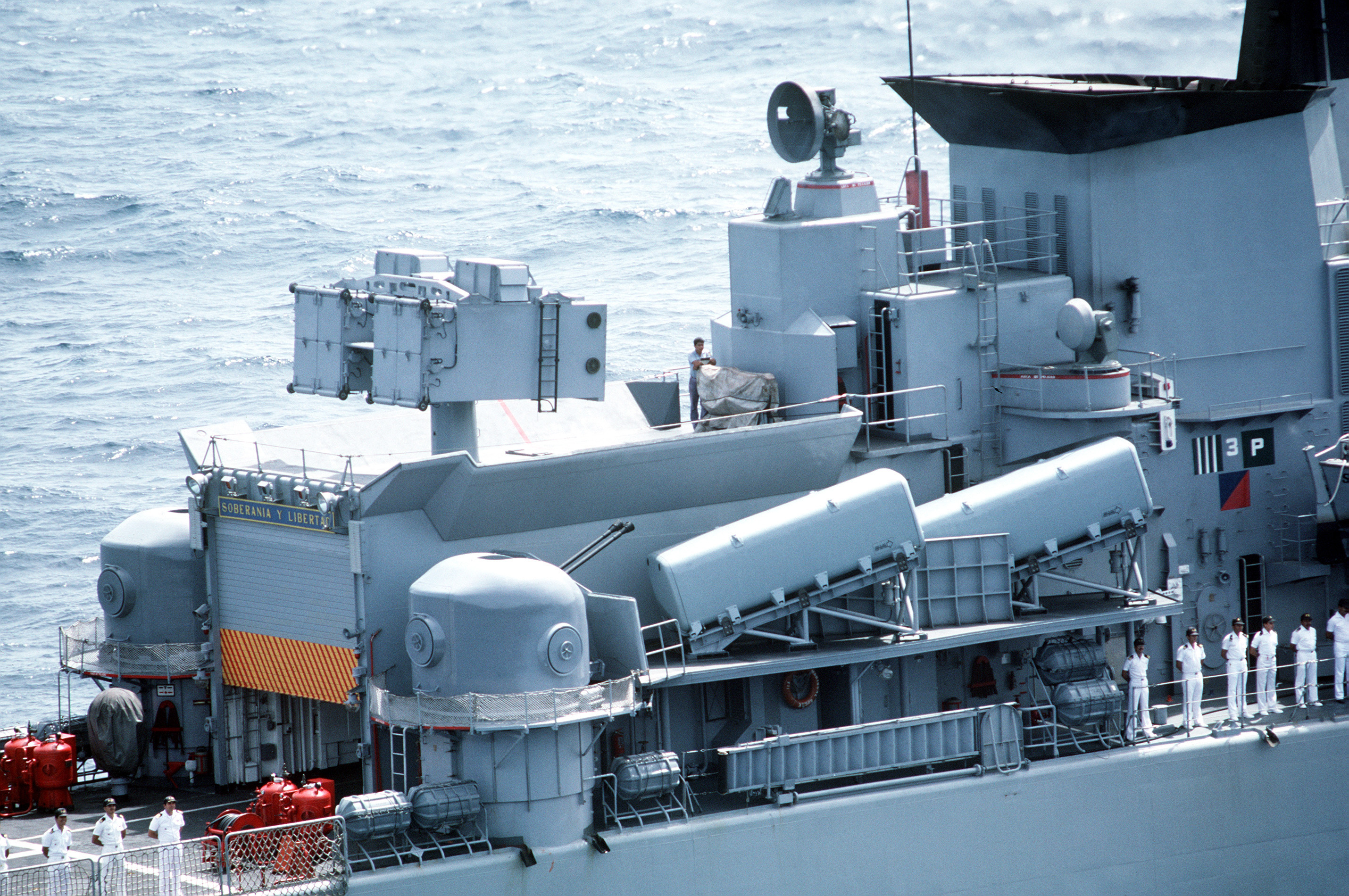
Een Venezolaans fregat uitgerust met OTOMAT. Twee lanceerbuizen zijn zichtbaar naast het luchtafweergeschut.